# Oenothera deserticola
Oenothera deserticola là một loài thực vật có hoa trong họ Anh thảo chiều. Loài này được (Loes.) Munz mô tả khoa học đầu tiên năm 1932.